# Механічне яйце
«Механічне яйце» — збірка новел українського письменника Володимира Назаренка, опублікована у 2014 році видавництвом "Піраміда" (Львів), у серії "Приватна колекція" (видавничий проєкт Василя Ґабора).

## Анотація
Один з яскравих представників українського герметизму – Володимир Назаренко приходить до читачів з книгою, яку писав, сховавшись у Слові, упродовж усього життя. Його філософська, інтелектуальна проза має настільки індивідуальну внутрішню структуру, що її можна розпізнати, навіть не звертаючи уваги на стилістичні ознаки письма. А пише він про наш світ – примарний будинок, який колись уже існував, і про людей - нас з вами, які також були на цьому світі. Апокаліпсис завершився, і вже не ми живемо у світі, а наші тіні... Пише він і про намагання людини втекти, відгородитися від зовнішнього світу, розчинитися, щезнути, і йому вдається тонко передати ці гарячкові, нерідко хворобливо-нервові поривання.

## Критика
|  | Не дивно, що прозу цього автора називають герметичною, бо лише у ній, скупуватій на сюжетні прикраси, буває вільно, наче в одній з похмурих новел збірки "Механічне яйце", "провалитися в ту еманацію психічного існування, з якої принаймні можна вибратися через пробудження за будь-якої чортівні, що квітне в неприступних сховищах підсвідомості". (Ігор Бондар-Терещенко "Механічні яйця сюжету") |

|  | Огляд лишень двох текстів збірки “Механічне яйце” веде до усвідомлення, що перед нами – талановитий прозаїк, самобутня творчість якого не вписується в жодну стильову парадигму. Ця творчість визначається медитативною скерованістю на сутнісні питання людського буття, глибиною й майстерністю образно-символічної презентації та ідейно-смисловою багатозначністю. Якщо шукати певні типологічні аналогії до текстів Назаренка, то тут варто згадати есеїстику Станіслава Вишенського, прозу Юрка Ґудзя та Олега Лишеги. Не викликає сумніву, що новели Володимира Назаренка будуть належно поціновані в українському літературознавстві, вони посядуть відповідне місце в модерному каноні української прози кінця XX – початку XXI ст. Здійснення такого поцінування – це лишень питання часу. Адже, як пише сам Назаренко: “Дому нема, але є повернення… Повернення завжди реальне, суперреальне, повернення незнищенне… Хай довколишній світ перетвориться на цілковиту ілюзію – тримайтесь повернення – і ви спізнаєте повноту життя” (С. 79). Його проза дає тонке відчуття цієї повноти, і в цьому її найбільша вага. (Тарас Пастух "«Тримайтесь повернення — і ви спізнаєте повноту життя». Медитативна проза Володимира Назаренка") |

## Видання
- Назаренко В. Механічне яйце: Новели. Львів: ЛА “Піраміда”, 2014. 180 с.

## Рецензії
- Бондар-Терещенко І. Механічні яйця сюжету: https://tsn.ua/blogi/themes/books/mehanichni-yaycya-syuzhetu-444882.html
- Пастух Т. «Тримайтесь повернення — і ви спізнаєте повноту життя». Медитативна проза Володимира Назаренка: http://bukvoid.com.ua/reviews/books/2015/12/04/072730.html